# Kíchmengski Gorodok
Kíchmengski Gorodok (ruso: Ки́чменгский Городо́к) es un pueblo (seló) de Rusia, capital del ókrug municipal homónimo en la óblast de Vólogda.
En 2021, el pueblo tenía una población de 6103 habitantes. Se ubica unos 60 km al norte de Nikolsk, sobre la carretera que lleva a Veliki Ústiug. El río Yug forma un gran meandro junto al pueblo, cuyo casco urbano está atravesado por la desembocadura del río Kíchmenga.

## Historia
Su topónimo viene a significar "fortaleza del río Kíchmenga". Se conoce la existencia del pueblo en documentos desde 1468, cuando aquí había una fortificación de defensa contra los tártaros del kanato de Kazán. Posteriormente se desarrolló como parada de la ruta comercial de Moscú a Arcángel, y obtuvo el derecho a organizar dos ferias anuales. En el Imperio ruso era sede de una vólost, en el uyezd de Nikolsk de la gobernación de Vólogda. Adoptó el estatus de capital distrital en 1924, cuando se definieron los raiones de la gobernación del Dviná Septentrional.